# Micrurus putumayensis
Micrurus putumayensis este o specie de șerpi din genul Micrurus, familia Elapidae, descrisă de Lancini în anul 1962. Conform Catalogue of Life specia Micrurus putumayensis nu are subspecii cunoscute.